# Amsgård – en vikingasaga
Amsgård - en vikingasaga är en svensk dramafilm från 2007 i regi av Andrzej Slowinski.
Filmen är en amatörproduktion som hade premiär den 16 juni 2007.